# Edgar Lungu
Edgar Chagwa Lungu (ur. 11 listopada 1956 w Ndoli, zm. 5 czerwca 2025 w Pretorii) – zambijski prawnik i polityk, prezydent Zambii w latach 2015–2021.

## Życiorys
Edgar Lungu pełnił funkcję ministra spraw wewnętrznych od 9 lipca 2012 do 24 grudnia 2013 oraz ministra obrony od 24 grudnia 2013 do 25 stycznia 2015. 28 sierpnia 2014 objął także kierownictwo nad resortem sprawiedliwości. Zwyciężył w wyborach prezydenckich z 20 stycznia 2015, w których pokonał, uzyskując niespełna 2% głosów więcej, lidera Zjednoczonej Partii dla Narodowego Rozwoju Hakainde Hichilema. Lungu zdobył 48,3% głosów, a Hichilema 46,7%. 25 stycznia 2015 oficjalnie objął stanowisko prezydenta kraju, zastępując na tej funkcji pełniącego obowiązki prezydenta Guya Scotta. W 2021 roku przegrał wybory prezydenckie z wieloletnim przeciwnikiem Hakainde Hichilema.
Z wykształcenia był prawnikiem.